# Pinkofen
Pinkofen ist ein Gemeindeteil des Marktes Schierling im Landkreis Regensburg (Oberpfalz, Bayern). Das Pfarrdorf Pinkofen war bis 1978 Sitz der gleichnamigen Gemeinde.

## Geschichte
Die ursprüngliche Kirche im Ort stammt aus dem 15. Jahrhundert und ist als Seelenkapelle in Teilen noch erhalten. Die heutige katholische Pfarrkirche St. Nikolaus wurde 1896 neu erbaut. Die Ruralgemeinde Pinkofen entstand mit dem bayerischen Gemeindeedikt von 1818. Am 1. Mai 1978 wurde Pinkofen nach Schierling eingemeindet.

## Sehenswürdigkeiten
In der Liste der Baudenkmäler ist die katholische Pfarrkirche St. Nikolaus und der Chorturm der ehemaligen Pfarrkirche (Seelenkapelle) aufgeführt.